# ماري داونينج
ماري داونينج (بالإنجليزية: Mary Downing)‏ (1815، مقاطعة كري في جمهورية أيرلندا - 1881، لندن في المملكة المتحدة)؛ كاتِبة وشاعرة بريطانية.